# Муйрхертах Финн мак Диармайта Мор
Муйрхертах Финн мак Диармайта Мор Уа Бриайн (ирл. Muircheartach Dall Ó Briain; умер в 1241) — король Томонда в 1194—1198, 1203—1210 годах.

## Биография
Старший сын Домналла Мора мак Тойрделбайга О’Брайена (ум. 1194), короля Томонда (1168—1194). Младшие братья — Конхобар Руад (ум. 1203), правил в 1198—1203 годах, и Доннхад Кайрпрех (ум. 1242), правил в 1210—1242 годах.
Когда в 1194 году умер Домналл Мор О’Брайен, титул короля Мунстера исчез вместе с ним де-юре. Сразу после этого между тремя его сыновьями и наследниками вспыхнул конфликт. Его старший сын Мюхертах Финн, то есть «Белый», который помогал Роберту Фиц-Стефану во время его захвата Корка, сменил своего отца на посту правителя Томонда, но его младший брат Конхобар Руад, победил, напав и разорив Томонд в союзе с англо-нормандцами и захватил королевство Томонда в 1198 году. Муйрхертах был захвачен англичанами в следующем году, но освобожден из плена в 1200 году. В следующем 1211 году трое братьев, которые, казалось бы, примирились, вместе с Вильгельмом де Бургом возглавили экспедицию против Десмонда.
Правление Конхобара Руада было недолгим, поскольку в 1203 году он был убит сторонниками своего свергнутого брата, который был восстановлен на троне. Междоусобица закончилась в 1208 году, когда Муйрхертах напал на англо-нормандские замки на севере территории нынешнего графства Типперэри. Несмотря на гарантию, данную тремя епископами, он был доставлен в Лимерик своим младшим братом Доннхадом Кайрпрехом О’Брайеном и ослеплен за то, что был инициатором убийства их брата Конхобара Руада. Он оставался в плену до своего отречения в 1210 году под эгидой лорда Ирландии и короля Англии Джона Безземельного, с которым он встретился 12 июля в Ардглассе, но который приписал королевство Доннхаду Кайрпреху О’Брайену.
Муйрхертах скончался в 1241 году, но согласно Анналам четырёх мастеров, он исчез в 1239 году.